# Hongarije op de Olympische Winterspelen 1964
Tijdens de Olympische Winterspelen van 1964, die in Innsbruck (Oostenrijk) werden gehouden, nam Hongarije voor de negende keer deel.

## Deelnemers en resultaten

### Alpineskiën
| Olympiër                | Discipline       | Resultaat | Prestatie                    |
| ----------------------- | ---------------- | --------- | ---------------------------- |
| Ildikó Szendrodi-Kovári | afdaling (v)     | 43e       | 2.22,22 (+26,83)             |
| Ildikó Szendrodi-Kovári | reuzenslalom (v) | 41e       | 2.19,24 (+27,00)             |
| Ildikó Szendrodi-Kovári | slalom (v)       | 26e       | 1.54,91 (+25,05) 55,86+59,05 |

### Kunstrijden
| Olympiër       | Discipline | Resultaat | Prestatie                |
| -------------- | ---------- | --------- | ------------------------ |
| Jenő Ébert     | mannen     | 21e       | pc. 188,0; 1586,9 punten |
| Zsuzsa Almássy | vrouwen    | 17e       | pc. 159,0; 1702,2 punten |

### Langlaufen
| Olympiër                               | Discipline           | Resultaat | Prestatie                                          |
| -------------------------------------- | -------------------- | --------- | -------------------------------------------------- |
| Éva Balázs                             | 10 km (v)            | 19e       | 46.04,7 (+5.40,4)                                  |
| Katalin Hemrik                         | 5 km (v)             | 29e       | 21.26,7 (+3.36,2)                                  |
| Mária Tarnai                           | 10 km (v)            | 30e       | 48.18,9 (+7.54,6)                                  |
| Éva Balázs Mária Tarnai Katalin Hemrik | 3x5 km estafette (v) | 8e        | 1:10.16,3 (+10.56,1) (24.24,8 / 22.59,4 / 22.52,1) |

### Schaatsen
| Olympiër       | Discipline   | Resultaat | Prestatie         |
| -------------- | ------------ | --------- | ----------------- |
| György Ivánkai | 500 m (m)    | 40e       | 44,3 (+4,2)       |
| György Ivánkai | 1500 m (m)   | 38e       | 2.19,9 (+9,6)     |
| György Ivánkai | 5000 m (m)   | 26e       | 8.19,4 (+41,0)    |
| György Ivánkai | 10.000 m (m) | 33e       | 17.47,3 (+1.57,2) |
| Mihály Martos  | 500 m (m)    | 37e       | 44,0 (+3,9)       |
| Mihály Martos  | 1500 m (m)   | 50e       | 2.26,8 (+16,5)    |
| Mihály Martos  | 5000 m (m)   | 41e       | 8.47,1 (+1.08,7)  |
|                |              |           |                   |
| Kornélia Ihász | 500 m (v)    | 25e       | 50,9 (+5,9)       |
| Kornélia Ihász | 1500 m (v)   | 20e       | 2.35,1 (+12,5)    |
| Kornélia Ihász | 3000 m (v)   | 18e       | 5.41,4 (+26,5)    |

### Schansspringen
| Olympiër      | Discipline         | Resultaat | Prestatie                                              |
| ------------- | ------------------ | --------- | ------------------------------------------------------ |
| László Csávás | normale schans (m) | 52e       | 170,9 punten 80,5 (66,0 m)+86,1 (69,0 m)+84,8 (67,0 m) |
| László Csávás | grote schans (m)   | 49e       | 169,8 punten 81,4 (75,0 m)+83,9 (74,0 m)+85,9 (71,0 m) |
| László Gellér | normale schans (m) | 42e       | 189,5 punten 63,7 (74,0 m)+97,9 (74,5 m)+91,6 (72,0 m) |
| László Gellér | grote schans (m)   | 34e       | 187,4 punten 65,6 (87,0 m)+95,3 (82,0 m)+92,1 (77,5 m) |

### IJshockey
| Olympiër | Discipline | Resultaat | Prestatie |
| --- | ---------- | --------- | --- |
| József Babán Árpád Bánkuti János Beszteri Péter Bikár Gábor Boróczi László Jakabházy József Kertész Lajos Koutny Ferenc Lőrincz György Losonczi Károly Orosz György Raffa György Rozgonyi Béla Schwalm Mátyás Vedres János Ziegler Viktor Zsitva | mannen     | 16e       | kwalificatieronde: 1 - 19 Hongarije - Sovjet-Unie B-groep (9e-16e plaats): 4 - 6 Hongarije - Italië 0 - 3 Hongarije - Oostenrijk 2 - 6 Hongarije - Polen 1 - 6 Hongarije - Noorwegen 2 - 4 Hongarije - Joegoslavië 2 - 6 Hongarije - Japan 3 - 8 Hongarije - Roemenië |

Argentinië · Australië · België · Bulgarije · Canada · Chili · Denemarken · Duits eenheidsteam · Finland · Frankrijk · Griekenland · Groot-Brittannië · Hongarije · IJsland · India · Iran · Italië · Japan · Joegoslavië · Libanon · Liechtenstein · Mongolië · Nederland ·  Noord-Korea · Noorwegen · Oostenrijk · Polen · Roemenië · Sovjet-Unie · Spanje · Tsjecho-Slowakije · Turkije · Verenigde Staten · Zuid-Korea · Zweden · Zwitserland